# Olive Kitteridge
Pour la série télévisée, voir Olive Kitteridge.
Olive Kitteridge, troisième roman d'Elizabeth Strout, auteure américaine, date de 2008. Son intrigue se situe dans l'État du Maine, dans la ville côtière fictive de Crosby. Il est composé de treize histoires reliées entre elles, mais narrativement discontinues et non chronologiques. Olive Kitteridge est le personnage principal dans certaines histoires et a un rôle moindre dans d'autres. Six des histoires ont été publiées dans des périodiques entre 1992 et 2007. Le roman a remporté le prix Pulitzer 2009 pour la fiction 2009 et a été finaliste du National Book Critics Circle Award 2008. HBO a produit une mini-série en quatre parties avec Frances McDormand dans le rôle-titre, diffusée les 2 et 3 novembre 2014. La série a remporté huit prix aux Primetime Emmys 2015. Une suite intitulée Olive, Again, a été publiée en 2019 chez Random House.